# Landesnaturschutzgesetz
Ein Landesnaturschutzgesetz ist ein deutsches Landesgesetz, das den Naturschutz betrifft.

## Gesetzgebungskompetenz
Die konkurrierende Gesetzgebung erstreckt sich seit der Föderalismusreform von 2006 gem. Art. 74 Abs. 1 Nr. 29 GG auf den Naturschutz und die Landschaftspflege, d. h. die Länder haben die Befugnis zur Gesetzgebung, solange und soweit der Bund von seiner Gesetzgebungszuständigkeit nicht durch Gesetz Gebrauch gemacht hat (Art. 72 Abs. 1 GG). Hat der Bund von seiner Gesetzgebungszuständigkeit Gebrauch gemacht, können die Länder durch Gesetz gleichwohl abweichende Regelungen über den Naturschutz und die Landschaftspflege treffen, nicht aber über die allgemeinen Grundsätze des Naturschutzes, das Recht des Artenschutzes oder den Meeresnaturschutz (Art. 72 Abs. 3 Nr. 2 GG). Im Falle einer Kollision zwischen Bundes- und Landesrecht geht das später erlassene Gesetz vor (Lex posterior derogat legi priori, Art. 72 Abs. 3 Satz 3 GG).
Bis September 2006 hatte der Bund gem. Art. 75 Nr. 3 GG a.F. das Recht, über den Naturschutz und die Landschaftspflege Rahmenvorschriften für die Gesetzgebung der Länder zu erlassen. Das Bundesnaturschutzgesetz wurde 1976 aufgrund dieser Bestimmung erlassen, mit Wirkung zum 1. März 2010 jedoch neu geregelt.

## Naturschutzgesetze der Bundesländer
Die einzelnen Landesnaturschutzgesetze sind einander zwar recht ähnlich, weisen aber doch Unterschiede auf. Zum einen liegt dies an unterschiedlichen politischen Prioritätensetzungen, zum anderen auch daran, dass bestimmte Typen von Naturräumen nur in bestimmten Bundesländern existieren. Bayern hat kein Marschland, Schleswig-Holstein kein Hochgebirge. In Nordrhein-Westfalen ist der Umgang mit sogenannten Sukzessionsflächen (z. B. alte Braunkohletagebaue) ein viel wichtigeres Thema als in Sachsen, das mit der Entwaldung des Erzgebirges kämpft.
- Baden-Württemberg: Naturschutzgesetz (NatSchG)
- Bayern:  Bayerisches Naturschutzgesetz (BayNatSchG)
- Berlin: Berliner Naturschutzgesetz (NatSchGBln)
- Brandenburg: Brandenburgisches Naturschutzausführungsgesetz (BbgNatSchAG)
- Bremen: Bremisches Naturschutzgesetz (BremNatG)[4]
- Hamburg: Hamburgisches Gesetz zur Ausführung des Bundesnaturschutzgesetzes (HmbBNatSchAG)
- Hessen: Hessisches Gesetz zum Schutz der Natur und zur Pflege der Landschaft (HeNatG)
- Mecklenburg-Vorpommern: Naturschutzausführungsgesetz (NatSchAG M-V)
- Niedersachsen: Niedersächsisches Ausführungsgesetz zum Bundesnaturschutzgesetz (NAGBNatSchG)
- Nordrhein-Westfalen: Landesnaturschutzgesetz (LNatSchG NRW)[5]
- Rheinland-Pfalz: Landesnaturschutzgesetz (LNatSchG)
- Saarland: Saarländisches Naturschutzgesetz (SNG)
- Sachsen: Sächsisches Naturschutzgesetz (SächsNatSchG)
- Sachsen-Anhalt: Naturschutzgesetz des Landes Sachsen-Anhalt (NatSchG LSA)
- Schleswig-Holstein: Landesnaturschutzgesetz (LNatSchG)
- Thüringen: Thüringer Naturschutzgesetz (ThürNatG)